# Sainte-Colombe (Manche)
Sainte-Colombe ist eine französische Gemeinde mit 181 Einwohnern (Stand 1. Januar 2022) im Département Manche in der Region Normandie. Sie gehört zum Arrondissement Cherbourg und zum Kanton Bricquebec-en-Cotentin. 
Nachbargemeinden sind Néhou und Golleville im Nordwesten, Biniville im Nordosten, Hautteville-Bocage und Reigneville-Bocage im Osten, Rauville-la-Place im Süden und Saint-Sauveur-le-Vicomte im Westen.

## Bevölkerungsentwicklung
| Jahr      | 1962 | 1968 | 1975 | 1982 | 1990 | 1999 | 2008 | 2018 |
| --------- | ---- | ---- | ---- | ---- | ---- | ---- | ---- | ---- |
| Einwohner | 169  | 160  | 127  | 144  | 145  | 157  | 194  | 203  |

## Sehenswürdigkeiten

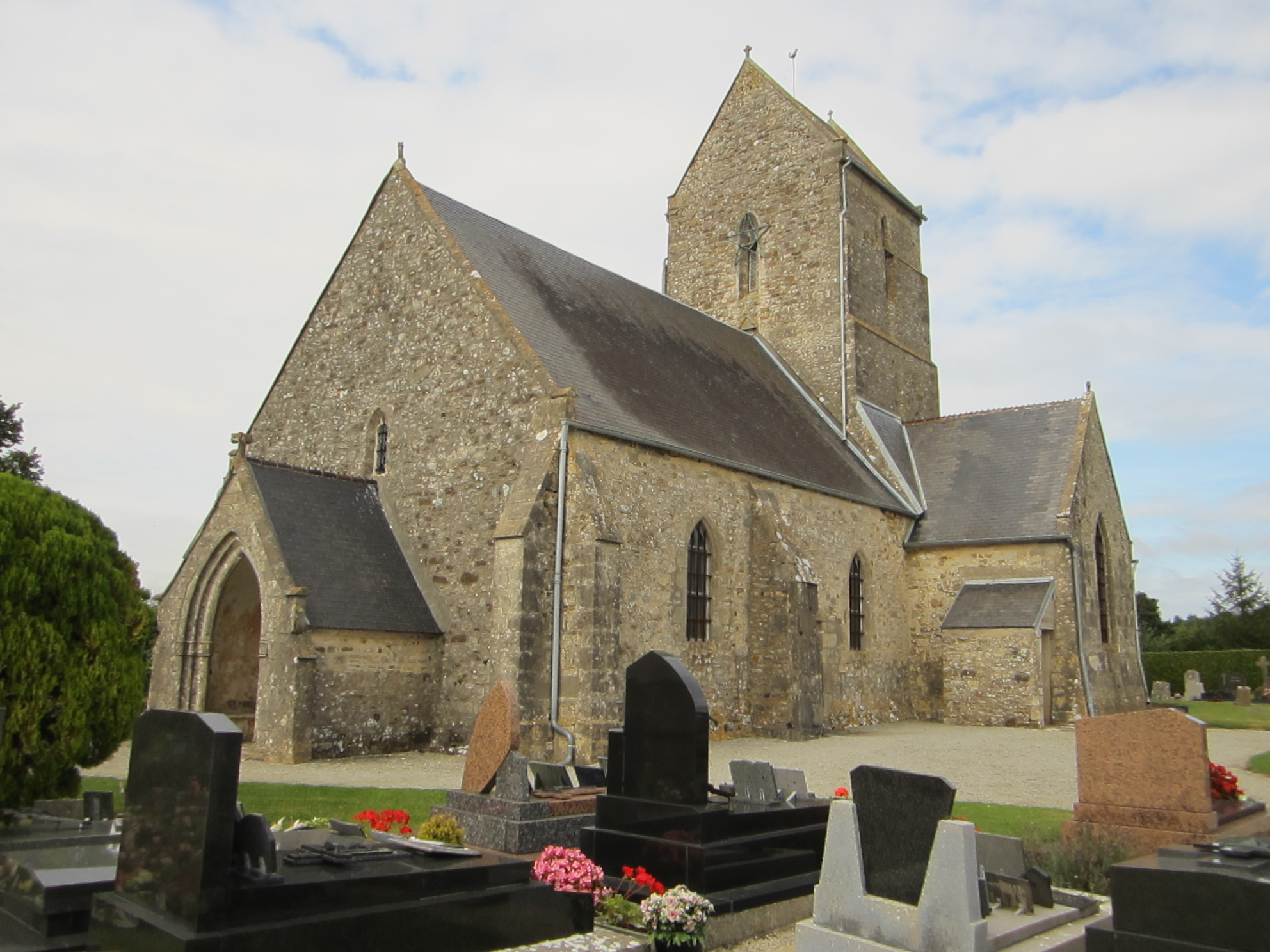
Kirche Sainte-Colombe

- Kirche Sainte-Colombe